# Diarmait mac Máel na mBó
Diarmait mac Máel na mBó (... – Navan, 7 febbraio 1072) fu re del Leinster tra il 1042 e il 1072, e autoproclamato re supremo d'Irlanda. Fu uno dei sovrani irlandesi più potenti dell'XI secolo.

## Biografia
Diarmait era figlio di Máel na mBó ("il calvo") e di Aife, figlia di Gilla Pátraic mac Donnchada, re di Osraige. Era quindi di origine importante, ma per lungo tempo la sua famiglia, il clan Uí Cheinnselaig, non detenne particolare potere nell'Irlanda medievale. Si affermò col tempo come capo locale, e nel 1042, con la conquista delle importanti città mercantili di Wexford e Waterford, poté proclamarsi re del Leinster.
Nel 1052 riuscì a conquistare Dublino, una delle ultime roccaforti vichinghe presenti in Irlanda, e istallò suo figlio Murchad come re di Dublino. La conquista di Dublino consentì a Diarmat di controllare direttamente tutto il mare d'Irlanda, divenendo un attore geopolitico di primo piano nella politica britannica. In virtù di ciò, divenne quindi alleato della dinastia Godwin, in particolare del futuro re Aroldo II d'Inghilterra, che ospitò nel 1051 a seguito del suo esilio imposto da Edoardo il Confessore. Continuò a guerreggiare con i vichinghi, conquistando anche l'isola di Man nel 1061 e proclamando il figlio Murchad anche re del regno delle Isole.
Nel 1066, dopo la sconfitta anglosassone alla battaglia di Hastings, ospitò l'esiliata dinastia Godwin, e favorì i fallimentari tentativi di riconquistare il regno d'Inghilterra ai normanni fornendo la propria flotta e numerosi mercenari. Nel frattempo Diarmat, ambendo a controllare l'intera Irlanda, iniziò una vasta campagna di conquiste per cercare di sottomettere i numerosi piccoli regni gaelici dell'isola, autoproclamandosi anche re supremo d'Irlanda.
Nel 1070 il figlio Murchad fu ucciso durante una razzia condotta nel regno di Mide, e Diarmat ereditò così il controllo di Dublino e delle Isole. Per vendicarlo il sovrano continuò la guerra, ma il 7 febbraio 1072 fu a sua volta ucciso nella battaglia di Odbar dal re Conchobar di Mide. Le morti di Diarmat e di Murchad sono descritte in forma poetica negli Annali dei Quattro Maestri, lunga cronaca della storia irlandese.